# Dobrzany
Dobrzany là một thị trấn thuộc huyện Stargardzki, tỉnh Zachodniopomorskie ở tây-bắc Ba Lan. Thị trấn có diện tích 5 km². Đến ngày 1 tháng 1 năm 2011, dân số của thị trấn là 2339 người và mật độ 438 người/km².